# جون كليلاند
جون كليلاند (بالإنجليزية: John Cleland)‏ (24 سبتمبر 1709 في المملكة المتحدة - 23 يناير 1789، مدينة وستمنستر في المملكة المتحدة)؛ كاتب وروائي بريطاني.

## روابط خارجية
- جون كليلاند على موقع IMDb (الإنجليزية)
- جون كليلاند على موقع الموسوعة البريطانية (الإنجليزية)
- جون كليلاند على موقع ميوزك برينز (الإنجليزية)
- جون كليلاند على موقع أول موفي (الإنجليزية)
- جون كليلاند على موقع قاعدة بيانات الأفلام السويدية (السويدية)
- جون كليلاند على موقع إن إن دي بي (الإنجليزية)
- جون كليلاند على موقع قاعدة بيانات الفيلم (الإنجليزية)
- جون كليلاند على موقع كينوبويسك (الروسية)